# Литературная премия экватора
Литературная премия экватора (индон.  Kusala Sastra Khatulistiwa) — литературная премия в Индонезии.
Учреждена в 2001 г. Учредителями были индонезийский литератор Ричард О (индон. Richard Oh) и японский бизнесмен Такэси Итики.
Премия присуждается ежегодно за лучшую книгу прозы или поэзии, опубликованную на индонезийском языке в течение года, предшествующего присуждению премии. В 2007, 2008, 2009 гг. присуждались также премии молодым, подающим надежды литераторам, а с 2017 г. стали присуждать премии начинающим литераторам, опубликовавшим одно-два произведения.
Имена лауреатов определяет анонимное жюри, состоящее из пяти известных писателей и поэтов. Число лауреатов от одного до трёх. Размер премии 50 млн индонезийских рупий.

## Лауреаты премии
- 2001 Гунаван Мохамад
- 2002 Реми Силадо
- 2003 Хамсад Рангкути
- 2004 Сапарди Джоко Дамоно, Линда Кристанти, Сено Гумира Аджидарма
- 2005 Джоко Пинурбо, Сено Гумира Аджидарма
- 2006 Где Арьянта Сутама, Доротеа Роса Херлиани
- 2007 Фарида Сусанти (подающий надежды литератор), Густафризал Сакаи, Ачеп Замзам Нур
- 2008 Нирван Деванто, Ва Оде Вулан Ратна (подающий надежды литератор), Айю Утами
- 2009 Синду Путра, Риа Н. Бадариа (подающий надежды литератор), Ф. Рахарди
- 2010 Х. У. Марди Лухунг, Гунаван Марьянто, Линда Кристанти
- 2011 Арафат Нур, Нирван Деванто, Авианти Арманд
- 2012 Окки Мадасари, Зефри Дж. Алкатири
- 2013 Лейла С. Чудори, Афризал Мална
- 2014 Иксака Бану, Ока Русмини
- 2015 Доротеа Роса Херлиани, Джоко Пинурбо
- 2016 Юси Авианто Пареаном, Ф. Азиз Манна
- 2017 Махфуд Ихван, Кики Сулистьо, Нунул В. Кусмиана (начинающий литератор)
- 2018 Авианти Арманд, Азхари Аюб, Рио Джохан[4]
- 2019 Иксака Бану, Ирма Агрианти [5]

## Галерея
- Лауреат 2001 года поэт Гунаван Мохамад
- Лауреат 2003 года писатель Хамсад Рангкути
- Лауреат 2004 года поэт Сапарди Джоко Дамоно
- Лауреат 2004 и 2005 гг.  писатель Сено Гумира Аджидарма
- Лауреат 2008 года писательница Айю Утами